# 南阿蘇鉄道DB10形ディーゼル機関車
南阿蘇鉄道DB10形ディーゼル機関車（みなみあそてつどうDB10がたディーゼルきかんしゃ）は、かつて南阿蘇鉄道が使用していたディーゼル機関車である。
廃車後は平成筑豊鉄道に譲渡されており、本項では譲渡後の形態についても記述する。

## 概要
1986年（昭和61年）4月に日本国有鉄道（国鉄）高森線を第三セクター鉄道に転換して開業した南阿蘇鉄道では、将来にわたって乗客が減少することが見込まれ、開業当初から厳しい経営が予想されていたことから、早期に沿線外の乗客を誘致する施策をとる必要があったことから、トロッコ列車を運行することになった。これに向け、開業直後の1986年夏から貨車移動機を本線走行可能なように改造したのが本形式である。DB101はかつて中間駅で使用されていた入換用機械、DB102はかつて水資源開発公団が所有していた入換用機械で、南阿蘇鉄道では1986年（昭和61年）7月協三工業製として車籍登録されている。

## 構造
エンジンは日野自動車製DS50ディーゼルエンジン（直列6気筒、排気量7,982 cc）、変速機は液体式 (SA1350) である。客車を挟んでの総括制御によるプッシュプル運転が可能となっていた。制動装置として空気ブレーキと手ブレーキを備える。

## 車歴
| 形式 | 車両番号 | 製造 | 南阿蘇入籍 | 平成筑豊鉄道譲渡 |
| ---- | -------- | ---- | ---------- | ---------------- |
| DB10 | 101      | 不詳 | 1986年7月  | 2006年12月       |
| DB10 | 102      | 不詳 | 1986年7月  | 2006年12月       |

## 運用
1986年にトロッコ列車として運行を開始し、同時期に改造されたトラ700形を挟む形（プッシュプル運転）で使用された。4月から10月までの土日祝日を中心に運転され、夏休み期間は毎日運転された。
しかし、経年による性能低下のため2006年11月20日の運転を最後に運用を終了。翌年以降の運転は新造されたDB16形が使用されることになった。

## 平成筑豊鉄道への譲渡

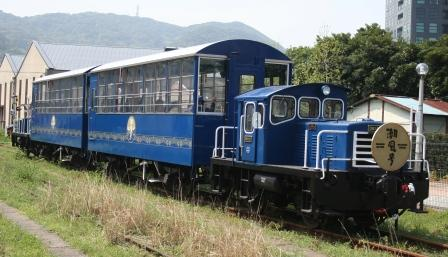
平成筑豊鉄道に譲渡後

廃車後の本形式は、当時門司港レトロ観光線の運行を計画していた平成筑豊鉄道に譲渡された。
日鐵運輸で再整備を受け、2009年4月26日に「潮風号」として門司港レトロ観光線全線で運転を開始した。

### 書籍
- 寺田裕一『ローカル私鉄車輌20年』JTBパブリッシング、2003年。ISBN 4-533-04512-X。

### 雑誌記事
- 『鉄道ピクトリアル』通巻480号「新車年鑑1987年版」（1987年5月・電気車研究会）
  - 藤井 信夫、大幡 哲海、岸上 明彦「各社別車両情勢」 pp. 118-130
  - 南阿蘇鉄道（株）運輸課長 藤山 勲「南阿蘇鉄道DB10形、トラ700形トロッコ列車「ゆうすげ号」」 pp. 173
  - 「民鉄車両諸元表」 pp. 202-203
  - 「竣工月日表」 pp. 203-215

- 『鉄道ピクトリアル』通巻795号「鉄道車両年鑑2007年版」（2007年10月・電気車研究会）
  - 「民鉄車両諸元表」 pp. 196-200
  - 「各社別新造・改造・廃車一覧」 pp. 222-235

- 『鉄道ピクトリアル』通巻810号「鉄道車両年鑑2008年版」（2008年10月・電気車研究会）
  - 南阿蘇鉄道（株）鉄道部 津留 恒誉「南阿蘇鉄道 トロッコ列車新編成」 pp. 205-206

### Web資料
- “南阿蘇鉄道の歴史”.   南阿蘇鉄道. 2017年12月10日閲覧。
- 名取紀之 (2009年3月10日). “編集長敬白アーカイブ 門司港レトロ観光列車4月26日開業。”. 鉄道ホビダス.  ネコ・パブリッシング. 2017年12月16日時点のオリジナルよりアーカイブ。2023年7月22日閲覧。